# Піх Зорян Григорович
Піх Зорян Григорович  — проректор з наукової роботи Національного університету «Львівська політехніка», доктор хімічних наук, професор, завідувач кафедри технології органічних продуктів.

## Біографія
Народився 25 червня 1950 р. в м. Городку Львівської області.
Наукову діяльність розпочав з 1972 р. після закінчення з відзнакою факультету технології органічних речовин Львівського політехнічного інституту.
- У 1978 р. захистив кандидатську дисертацію за спеціальністю 02.00.03 органічна хімія на тему «Окиснення вищих алкіл-акролеїнів киснем і пероксидами», а у 1994 р. — докторську дисертацію на тему «Селективне окиснення ненасичених сполук».
- У 1995 р. йому надали вчене звання професора.
- З 2007 р. — проректор з наукової роботи Національного університету «Львівська політехніка».

Помер 18 листопада 2021 у віці 71 року. Похований на Янівському кладовищі.

## Наукова робота
Зорян Григорович Піх є визнаним фахівцем в області кінетики, механізмів реакцій окиснення органічних сполук, математичного опису та методології дослідження складних хімічних реакцій та процесів. На основі систематичних досліджень сформулював і обґрунтував концепцію взаємозв'язку механізмів окиснення органічних сполук різними оксидантами. Велику увагу приділяє опрацюванню «суміщених процесів», спрямованих на використання як сировини сумішей сполук різної будови і одержання сумішей мономерів і олігомерів.
Під керівництвом професора З.Піха захищено 8 кандидатських дисертацій.
Зорян Григорович очолює кафедру технології органічних продуктів, яка готує бакалаврів та магістрів зі спеціальностей «Технологія органічних продуктів» та «Технологія бродильних виробництв та виноробства» і здійснює підготовку аспірантів із спеціальностей «Технологія продуктів органічного синтезу» та «Технологія цукристих речовин і продуктів бродіння».
Наукові напрями досліджень кафедри технології органічних продуктів:
- теоретичні основи створення високоефективних ініціюючих та каталітичних систем для процесів селективних перетворень органічних сполук з метою одержання мономерів і полімерів;
- розробка науково-теоретичних основ інтенсифікації біотехнологічних процесів бродильних виробництв та способів раціонального використання побічних продуктів харчових технологій.

Творчий доробок професора З. Г. Піха включає:
- 107 наукових статей,
- 95 доповідей на наукових конференціях,
- 13 патентів.

## Нагороди та відзнаки
- 2001, 2007 р.р. — Нагрудний знак «Відмінник освіти України»
- 2009 р. — Почесна грамота Кабінету Міністрів України

## Друковані видання
Професор Піх З. Г. — автор підручника та чотирьох навчальних посібників, зокрема:
- Піх З. Г. Теорія хімічних процесів органічного синтезу;
- Рудавський Ю. К., Мокрий Є. М., Піх З. Г., Куриляк І. Й., Чип М. М. Математичні методи в хімії та хімічній технології. Теорія хімічних процесів;
- Жизневський В. М., Піх З. Г. Каталіз. Теоретичні основи та практичне використання;
- Мельник С. Р., Мельник Ю. Р., Піх З. Г. Проєктування та розрахунок процесів органічного синтезу.